# جائزة بريطانيا الكبرى 2013
جائزة بريطانيا الكبرى 2013 (بالإنجليزية: 2013 British Grand Prix)‏ هو سباق فورمولا 1 أقيم بتاريخ 30 يونيو 2013 في حلبة سلفرستون، سيلفرستون، المملكة المتحدة. كان الثامن من أصل 19 في بطولة العالم لسباقات الفورمولا واحد موسم 2013. حلّ الألماني نيكو روسبيرغ أولا بينما جاء الأسترالي مارك ويبر في المركز الثاني وحصل على المركز الثالث الإسباني فرناندو ألونسو.